# Comarca Suroeste (Teneriffa)
Die Comarca Suroeste ist eine der 15 Comarcas in der Provinz Santa Cruz de Tenerife.
Die im Südwesten der Insel Teneriffa gelegene Comarca umfasst vier Gemeinden auf einer Fläche von 383,38 km².

## Gemeinden
| Gemeinde           | Einwohner (2024) | Fläche km² | Dichte Einw./km² | Cod INE | Postleitzahl                                                               |
| ------------------ | ---------------- | ---------- | ---------------- | ------- | -------------------------------------------------------------------------- |
| Adeje              | 50.549           | 105,95     | 477              | 38001   | 38615, 38660, 38670, 38677–38679                                           |
| Arona              | 86.624           | 81,79      | 1.059            | 38006   | 38626, 38627, 38630–38632, 38639, 38640, 38649, 38650, 38652, 38660, 38631 |
| Guía de Isora      | 22.642           | 143,43     | 158              | 38019   | 38680, 38685–38689                                                         |
| Santiago del Teide | 12.373           | 52,21      | 237              | 38040   | 38683, 38684, 38690                                                        |
| Comarca Suroeste   |                  | 383,38     | 0                | –       | –                                                                          |

## Nachweise
1. ↑  Instituto Nacional de Estadística Municipal Register of Spain
2. ↑  Regionen und Großregionen der Kanarischen Inseln, territoriale Abgrenzungen für statistische Zwecke